# 5051 Ralph
Az 5051 Ralph (ideiglenes jelöléssel 1984 SM) a Naprendszer kisbolygóövében található aszteroida. Poul Jensen fedezte fel 1984. szeptember 24-én.